# Autry-Issards
Autry-Issards település Franciaországban, Allier megyében. Lakosainak száma 309 fő (2022. január 1.). Autry-Issards Bourbon-l’Archambault, Meillers, Saint-Menoux és Souvigny községekkel határos.

## Népesség
A település népességének változása:
| Lakosok száma | 339  | 307  | 327  | 317  | 345  | 333  | 325  | 323  | 316  | 309  |
|               | 1968 | 1982 | 1990 | 2006 | 2013 | 2015 | 2017 | 2019 | 2020 | 2022 |